# Bezirk (Hamburg)
|  | Per a altres significats, vegeu «Bezirk». |

Mapa de les subdivisions d'Hamburg

Un bezirk és una subdivisió administrativa de la ciutat metropolitana que forma l'estat federal d'Hamburg a Alemanya. Es pot traduir amb el mot districte.
Cada bezirk té un consell o Bezirksversammlung elegit pel sufragi universal, una seu administrativa anomenat Bezirksamt i un president anomenat Bezirksleiter. A Hamburg, el bezirk té competències administratives descentralitzades pel senat de la ciutat. Els més importants són:
- els serveis socials locals
- els serveis de la salut
- els permisos de construir i l'urbanisme local
- el patrimoni immobiliari
- l'habitatge
- l'estat civil.

Els set bezirks estan dividits en 105 barris (en alemany: Stadtteil, traducció literal: part de la ciutat). Aquests barris poden ser antics municipis fusionats, llocs dits, parròquies o barris que tenen de vegades una identitat cultural, històrica o sociològica. Els més conegudes fora d'Hamburg són Sankt Pauli i Sankt Georg. Els barris no tenen cap organisme representatiu.
Fins al 31 de gener de 2007, davall els bezirks, existia un altre nivell administratiu de proximitat, l'Ortsamt. A la reforma del 2007, aquest nivell va suprimir-se i el ciutadà pot presentar-se per molts sol·licituds administratives a qualsevol bezirksamt, independentment del seu domicili. Des d'aleshores un distriktsamt, pot quan la necessitat es fa sentir, organitzar també despatxos administratius de proximitat.
| Bezirk        | Superfície (km²) | Habitants | Densitat (habitants/km²) | Nombre de barris |
| ------------- | ---------------- | --------- | ------------------------ | ---------------- |
| Hamburg-Mitte | 142,2            | 281.472   | 1.979                    | 21               |
| Altona        | 77,9             | 250.223   | 3.212                    | 14               |
| Eimsbüttel    | 49,8             | 242.699   | 4.873                    | 9                |
| Hamburg-Nord  | 57,8             | 279.285   | 4.832                    | 13               |
| Wandsbek      | 147,5            | 409.407   | 2.776                    | 18               |
| Bergedorf     | 154,8            | 118.910   | 768                      | 13               |
| Harburg       | 125,2            | 153.667   | 1.227                    | 15               |